# Team RMG
Team RMG (BMW Team RMG) – niemiecki zespół wyścigowy założony w 2010 roku przez Stefana Reinholda. Zespół został założony przy okazji powrotu BMW do Deutsche Tourenwagen Masters po dwudziestu latach absencji. Baza zespołu znajduje się w Niederzissen, niopodal toru Nürburgring.
W sezonie 2012 kierowcami zespołu byli Martin Tomczyk oraz Joey Hand. Przynieśli oni zespołowi 75 punktów, które dały mu ósmą pozycję w klasyfikacji generalnej. Rok później Handa zastąpił Andy Priaulx, lecz dorobek punktowy zmniejszył się. 20 punktów uplasowało ekipę na dziesiątej pozycji. W 2014 roku zmieniono skład zespołu na Marco Wittmanna oraz Maxime Martin. Wittman odniósł pierwsze zwycięstwo dla zespołu już w pierwszym wyścigu sezonu na torze Hockenheimring. W kolejnych wyścigach ekipa odniosła cztery zwycięstwa. Marco Wittmann zdobył tytuł mistrzowski, a zespół był najlepszy spośród wszystkich ekip.